# Elżbieta Karolak
Elżbieta Karolak (ur. 17 lutego 1951 w Poznaniu) – polska organistka i pedagog.

## Życiorys
Ukończyła średnią szkołę muzyczną w klasie fortepianu Aleksandry Utrecht oraz Akademię Muzyczną im. Ignacego Jana Paderewskiego w Poznaniu w klasie organów prof. Romualda Sroczyńskiego (1978). Jest także absolwentką wydziału chemii na Uniwersytecie Adama Mickiewicza (1974). Od 1992 jest profesorem na macierzystej uczelni, uczy także w szkołach muzycznych Poznania. Bierze udział w międzynarodowym programie wymiany pedagogicznej profesorów wyższych uczelni Erasmus/Socrates (listopad 2006 – Hochschule für Musik Lübeck).
Koncertowała na większości ważnych festiwali organowych w kraju oraz w wielu krajach Europy (m.in. Dania, Szwecja, Niemcy, Holandia, Belgia, Szwajcaria, Francja, Hiszpania, Łotwa, Rosja, Litwa), także w Stanach Zjednoczonych. Jako kameralistka występuje z córką Magdaleną (obój współczesny i barokowy), synem Kamilem (skrzypce), Katarzyną Hołysz (mezzosopran) oraz Romanem Gryniem (trąbka). W swoim bogatym repertuarze posiada utwory od renesansowych do współczesnych.
Jest współorganizatorką Międzynarodowych Konkursów Organowych im. Feliksa Nowowiejskiego w Poznaniu (była jurorem na trzecim konkursie) oraz jednym z organizatorów trwających od 1992 Farnych Koncertów Organowych i Kameralnych, na słynnych organach Friedricha Ladegasta (odbywających się w roku szkolnym w każdą sobotę o godzinie 12.15, w okresie wakacyjnym od poniedziałku do soboty o 12.15). Wspólnie z prof. Sławomirem Kamińskim objęła kierownictwo artystyczne Staromiejskich Koncertów Organowych – także w poznańskiej farze. Jako członek zarządu pracuje w Towarzystwie Przyjaciół Poznańskiej Fary i Towarzystwie im. Feliksa Nowowiejskiego. Pełni też funkcje organistki w poznańskiej kolegiacie farnej. W 2008 współorganizowała Pierwszy Akademicki Konkurs Organowy Romuald Sroczyński in memoriam, zasiadała także w jego jury. Prowadzi audycje radiowe poświęcone muzyce organowej w poznańskim Radiu Emaus.
Elżbieta Karolak nagrała kilka płyt CD, uwieczniających instrumenty z Poznania i okolic m.in. 'Ocalić od zapomnienia', 'Muzyka organowa Kompozytorów poznańskich', 'Musica Sacra u św. Małgorzaty na poznańskiej Śródce', 'Muzyka na Boże Narodzenia Feliksa Nowowiejskiego' i inne. Ma na koncie  nagrania archiwalne, jest też autorką publikacji dotyczących zabytkowych organów w Polsce (Orgel International Freiburg 2002, Prenzlauer Orgeltage 2002).
Jej uczniowie i studenci są laureatami wielu nagród na licznych konkursach w Rumi, Gdańsku, Wrocławiu, Kamieniu Pomorskim, Legnicy, Białymstoku, Olsztynie, Częstochowie, Giżycku, Bochum, Brnie.